# Championnat d'Europe des moins de 19 ans de rugby à XIII 2024
Navigation
Édition précédente Édition suivante
Le Championnat d'Europe des moins de 19 ans de rugby à XIII 2024 est la quatrième édition du Championnat d'Europe des moins de 19 ans de rugby à XIII. Il se déroule à Belgrade en Serbie du 14 au 20 juillet et il réunit les meilleures sélections nationales européenne de la catégorie.

## Acteurs du championnat européen

### Équipe qualifiée
Sept nations participent à la 4e édition du championnat : 
- Serbie (pays hôte)
- Angleterre (tenant du titre)
- Italie
- Ukraine
- Écosse
- France
- États-Unis

Lors du premier jour, un match entre la sélection anglaise et la sélection U21 de la Serbie est prévu.  
Au premier tour, la Serbie se mesurera à l'Ukraine et l'Écosse aux États-Unis. Les équipes victorieuses se mesureront à l'Angleterre et à la France lors des demi-finales, tandis que les deux équipes malheureuses s'affronteront pour définir les positions 5 et 6, qui pourraient être prises en compte pour déterminer les participants futurs au tournoi de 2026.

### Arbitre
En juin 2024, la liste des arbitres est présentée :
- Samuel Jenkinson (Angleterre)
- Enzo Peyre (France)
- David Brown (Grèce)
- James Spencer (Irlande)
- Nenad Zujic (Serbie)
- Petar Randjelović (Serbie)
- Willem Ferreira (Afrique du Sud)
- Craig Davies (Pays de Galles)

En plus des arbitres, deux responsables des arbitres sont nommés :
- Thierry Alibert (France)
- Steve Hogan (Irlande)

## Compétition
La compétition se déroule en deux phases. Le 14 juillet 2024, deux matchs ont lieu, opposant respectivement la Serbie et l'Ukraine et l'Écosse et les États-Unis. A l’issue de ces deux matchs, les deux perdants s’affronte dans un match visant à déterminer la 5e et 6e place de la compétition. À l’inverse, le vainqueur du premier match affronte l'Angleterre en demi finale et le vainqueur du second, la France.
L’Ukraine bat la Serbie est décroche sa place pour les demi-finales. En même tant, la sélection anglaise s'impose 52 à 4 sur la sélection serbe U21.  L'Écosse se qualifie en demi-finale s’imposant 32 à 10 face aux américains. L'Angleterre se qualifie ensuite en finale battant l'Ukraine 52 à 4.
La France bat l'Écosse en demi-finale sur le score de 30 à 18 et se qualifie pour la finale où ils sont battus par l'Angleterre,. 
Les États-Unis s'impose sur la Serbie 40 à 12. L’Écosse bat ensuite la Serbie et les Etats-Unis l'Ukraine lors des matchs de classement.

### Phase de brassage
| 14 juillet 2024 | Serbie | 4 - 24   | Ukraine |  |  |
| 16 h 0          |        | (0 - 16) |         |  |  |

| 14 juillet 2024 | Écosse | 32 - 10 | États-Unis |  |
| 16 h 0          |        |         |            |  |

### Match de classement
| Match pour la 5e place | Serbie | 12 - 40 | États-Unis |  |
| 17 juillet 2024 14 h 0 |        |         |            |  |

| Match pour la 3e/4e place | Serbie | 0 - 56   | Écosse |  |  |
| 20 juillet 2024 14 h 0    |        | (0 - 28) |        |  |  |

| Match pour la 3e/4e place | Ukraine | 22 - 26   | États-Unis |  |  |
| 20 juillet 2024 16 h 0    |         | (16 - 10) |            |  |  |

### Demi-finales
| Demi-finale 1          | Angleterre | 52 - 4   | Ukraine |  |  |
| 17 juillet 2024 16 h 0 |            | (30 - 4) |         |  |  |

| Demi-finale 2          | France | 30 - 18  | Écosse |  |  |
| 17 juillet 2024 18 h 0 |        | (16 - 6) |        |  |  |

### Finale
| 20 juillet 2024 18h00 | Angleterre | 15 - 8, (7 - 0) | France                                                                                   | Arbitre : Enzo Peyre |
| 20 juillet 2024 18h00 | Essai(s) : 2 essais de Dalton (22e et 78e) Transformation(s) : 3 transformation de Jamieson Drop(s) : 1 drops de Sharp |                 | Essai(s) : 1 essai de Jammes (54e) Transformation(s) : 2 transformation de Jiminez Lopez | Arbitre : Enzo Peyre |
| 20 juillet 2024 18h00 | |                 |                                                                                          | Arbitre : Enzo Peyre |

## Les matchs de la France

### France - Écosse
(mt 16 - 8)
Points marqués : 
 France :
- 5 essais de Descalzi Ganthier (1re), Mongay (25e), Pourchi (31e), Rayan (41e), Mouelhi (78e)
- 5 transformations de Jimenez-Lopez

Écosse :
- 3 essais de Schneider (9e), Grierson (58e), Ellicott-McCulloch (66e)
- 3 transformations de Brady

### Angleterre France
(mt 7 - 0)
Points marqués : 
 Angleterre :
- 2 essais de Dalton (22e et 79e)
- 3 transformations de Jamieson
- 1 drop de Sharp (39e)

France :
- 1 essais de  Jammes (54e)
- 2 transformations de Jimenez-Lopez